# Маргуліс Віталій Йосипович
Маргуліс Віталій Йосипович (16 квітня 1928, Харків — 29 травня 2011, Лос-Анджелес) — радянський, потім американський піаніст, музикознавець, педагог єврейсько-українського походження.

## Біографія
Починав вчитися музиці в Харкові у свого батька, який навчався у Олександра Горовиця, що у свою чергу навчався у Олександра Скрябіна. Закінчив Ленінградську консерваторію (1951) по класу С. І. Савшинського. Після декількох років роботи в Свердловську у 1958 році повернувся в Ленінград, де і викладав до 1974 року, відчуваючи, однак, постійні тертя з керівництвом консерваторії:

Маргуліса не любили ті, від кого багато що залежало: комуністи фортепіанного факультету, члени партійного бюро і «особисто» ректор консерваторії, народний артист Радянського Союзу Павло Серебряков. <… > Маргуліс ніколи не виїжджає з гастролями за кордон. У Союзі концертує, переважно, на периферії. Вища атестаційна комісія (ВАК) постійно відмовляє йому у присвоєнні звання доцента. Його статті про фортепіанне мистецтво не публікуються. <… > Надати дозвіл займатися на консерваторському органі, що було необхідно піаністу, який звернувся до творчості Баха, ректор міг. Але і в цьому Маргулісу було відмовлено.

У 1974 році Маргуліс емігрував з СРСР і опинився спочатку в Римі, де його виступ почув німецький клавесиніст Станіслав Хеллер, який запросив Маргуліса до Німеччини.
З 1975 — професор Фрайбурзької Вищої школи музики.
З 1994 — професор Каліфорнійського університету в Лос-Анджелесі.

## Музикознавець
Маргуліс займався глибоким дослідженням філософсько-символічних смислів музики Баха та Бетховена: книга «Про інтерпретації фортепіанних творів Бетховена» видана в 1991 році у Москві, праця «„Добре темперований клавір“ Баха і візуальна церковна символіка» отримала широкий резонанс у професійному середовищі. В 1999 та 2003 роках опублікував збірки афоризмів «Багателі» (нім. Bagatellen op. 5, Bagatellen op. 9), представляючи одну з них, Марта Аргеріх пише:

ця разюче надихаюча книга відкриває вікно в життя музики і за руку веде нас в нашу улюблену фортепіанну країну. «Багателі» Маргуліса сповнені мудрості та гумору. Його видатна інтуїція, глибоке знання людської природи та духовних глибин одно захоплять та музикантів, і немузикантов. Ця книга непереборна.

Збірник автобіографічних нарисів «Хроніки. Новеллетти з життя музиканта» видано 2006 року московським видавництвом «Класика-XXI».

## Педагог
Учні Віталія Маргуліса більше сотні разів ставали лауреатами міжнародних конкурсів, у тому числі двадцять вісім отримали вищі нагороди. Серед вихованців Маргуліса, зокрема, Філіп Бьянконе.